# ユーメラニン

–(COOH)の部分には-Hもしくは-COOHが付くことを表す。また、上部の矢印部分には他の高分子化合物が付着することを表す。

ユーメラニン (英語: Eumelanin) はメラニンの一種である。ユウメラニンや真性メラニンとも呼ばれる。ユーメラニンの含有量が多い場合、髪の色が黒色や茶色に近くなる。日本人の髪の色が黒色掛かっているのはユーメラニンが大量に含まれているためである。また、年を重ねると共に髪の色が白や灰色へと変化するのは髪に含まれるユーメラニンが減少するためである。メラニンにはフェオメラニンという黄色の成分を生み出すものもあり、フェオメラニンとユーメラニンの割合により栗毛、金髪、赤毛などの様々な色の髪が生まれる。

## 生体内合成
チロシンは生体内で第一段階としてモノフェノールモノオキシゲナーゼにより酸化されてレボドーパへと変換され、その後ドーパキノンへと変換される。ドーパキノンは自動的に酸化されて5,6-インドールキノン誘導体が合成される。インドールキノンが重合反応を起こすことによりユーメラニンが生成される。また、この合成過程においてシステインが存在すると、ドーパキノンはシステインと反応を起こしフェオメラニンへと変換される。

ユーメラニンとフェオメラニンの合成反応図